# 愛知県道171号小折一宮線
愛知県道171号小折一宮線 （あいちけんどう171ごう こおりいちのみやせん）は、愛知県江南市から同県一宮市に至る一般県道である。

## 概要

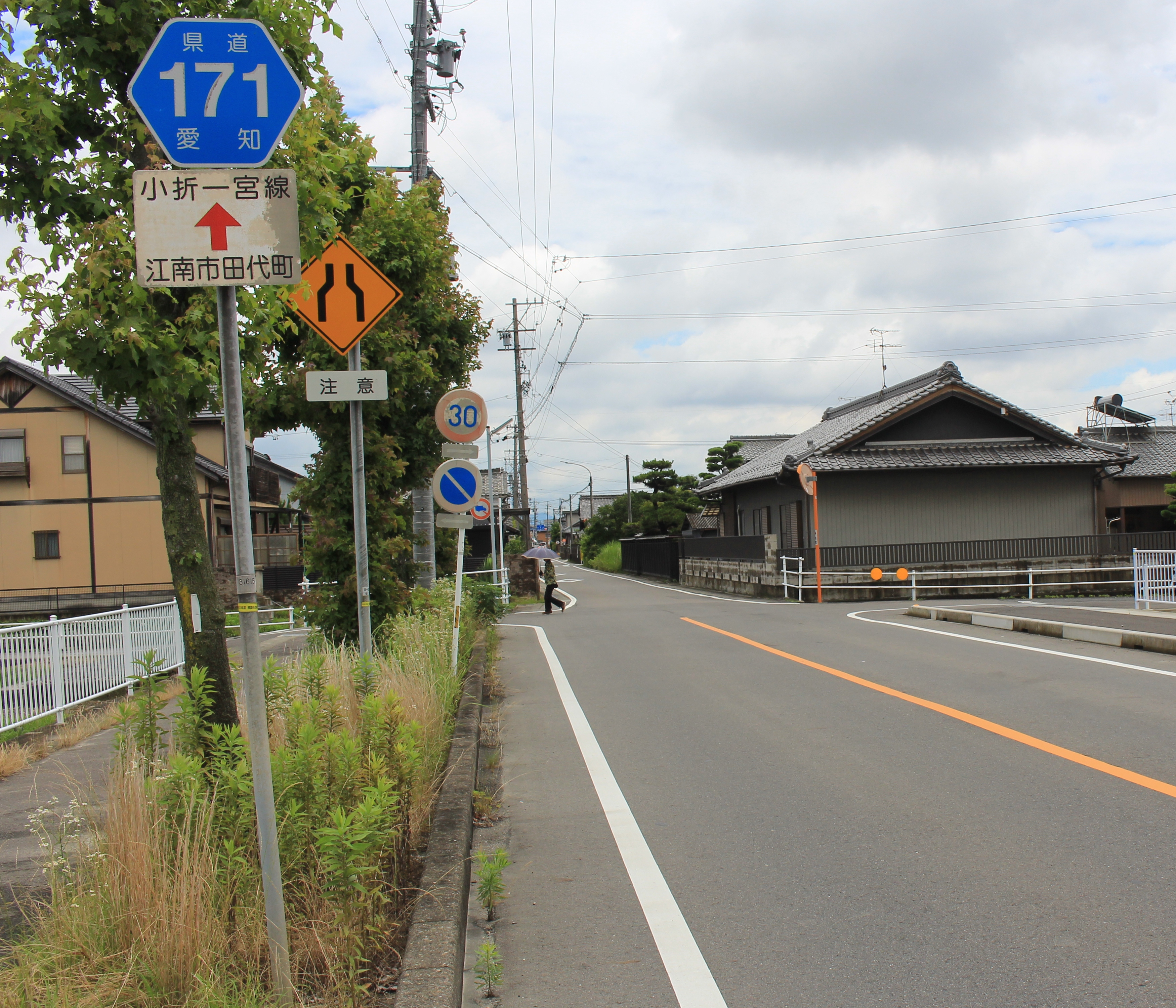
愛知県道171号小折一宮線、江南市田代町にて

### 路線データ
- 起点：愛知県江南市大字小折
- 終点：愛知県一宮市

## 沿革
- 1959年（昭和34年）12月15日：認定

## 地理

### 通過する自治体
- 愛知県
  - 江南市
  - 一宮市

### 交差する道路
- 愛知県道157号小口岩倉線（柳街道）
- 愛知県道172号西之島江南線
- 愛知県道63号名古屋江南線（名草線）（加納馬場交差点）
- 愛知県道155号井之口江南線（塚本交差点）
- 愛知県道154号鹿ノ子島南小渕線（浮野交差点）
- 愛知県道153号浅井清須線（小赤見交差点）
- 国道22号（名岐バイパス）（朝日2丁目交差点）
- 愛知県道18号大垣一宮線（大正通り）（和光交差点）

### 沿線
- 一宮市立西成東部中学校
- 一宮市立赤見小学校・一宮市立赤見保育園
- 一宮市民会館
- 平島公園（野球場）・一宮競輪場